# Stefano Maramonte

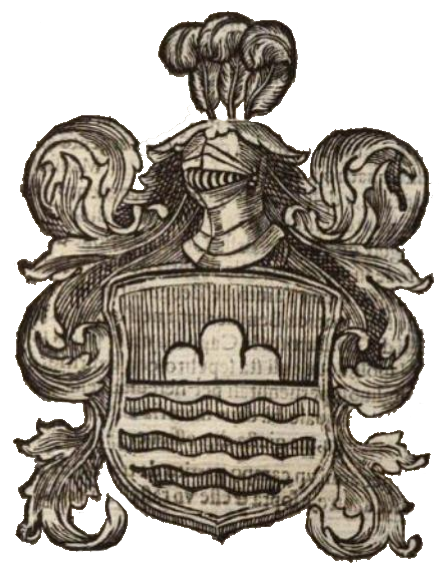
Wappen der Familie Maramonte

Stefano Maramonte (auch de Maramonte, Maremonte, Maramonti oder Mauromonte), auch bekannt unter dem Pseudonym Balšić (* vor 1419 in Apulien; † nach 1444), war ein Condottiere im Dienst von Balša III., später in dem von Venedig, in dem des Heiligen Römischen Reiches und in dem vom Herzog von Mailand.
Stefano war der Cousin ersten Grades von Maria Thopia, der Frau von Balša III., und kommt in den Dokumenten des Fürstentums Zeta (ursprünglicher Name von Montenegro) von 1419 bis 1443 vor. In dieser Zeit erwähnen die Quellen Stefano als „Stephanus de Maramonte Zarnagorae“ [Stefano aus Maramonte Zeta] und „Mauromonte, cugino di Balsa“ [Mauromonte, Cousin von Balša III.]. Aus einem ragusanischen Brief vom 23. März 1419 an „Balsam et Stephan Dominos Zente“ [Balša III. und Stephan, Herren von Zeta] geht hervor, dass Balša III. nicht allein an der Macht war, sondern zusammen mit „Stefano de Balsis“. Dasselbe geht aus einem Brief des Friedensvermittlers (zwischen den Venezianern und Balša III.) und Königsgemahls Jaques II. de Bourbon-La Marche vom 7. April 1420 hervor, in dem er „Balsam Balse ac Stefanum Balse“ [Balša Balšić und Stefano Balšić] erwähnt. Noch im selben Jahr berichtete ein ragusanischer Botschafter in Zeta, dass er von „Balscia e da Stefano Maramonte che allora era cum lui“ [Balša III. und Stefano Maramonte, der damals mit ihm war] empfangen worden sei.
In der Vergangenheit wurden viele Hypothesen darüber aufgestellt, wer Stefano Maramonte war. Laut Paolo Angelo Flavio Comneno (–1453) war er ein „gentiluomo“ aus Dalmatien, dem Balša III. Montenegro geschenkt hätte. Giacomo Luccari (1551–1615), Chronist von Ragusa, definiert ihn als „Stefano Zarnogoraz, d’altri detto Mauromonte, cugino di Balsa“ von dem „la casa di Zarnoeuicchi“ [das Haus von Zarnoeuicchi; Černetič, Crnojevic, italianisiert Cernovichio] abstamme. So berichtete der französische Historiker François Lenormant (1837–1883) im Jahr 1866, dass „Étienne [Stefano auf Französisch] de Maramont“ aus einem in Apulien gegründeten französischen Haus stamme und von den drei Söhnen des Balša I. in die Zeta berufen worden wäre, wo er die Herrschaft über Tsernogore [Montenegro] verliehen bekommen hätte. Dort hätte er sich unter den slawischen Bevölkerungsgruppen niedergelassen und hätte den Nachnamen „Tsernoïevitj oder Sohn des Schwarzen“ angenommen und somit wäre er mit Stefan Crnojević, dem Herrn von Zeta, der von 1451 bis 1465 regierte, identisch.

## Leben

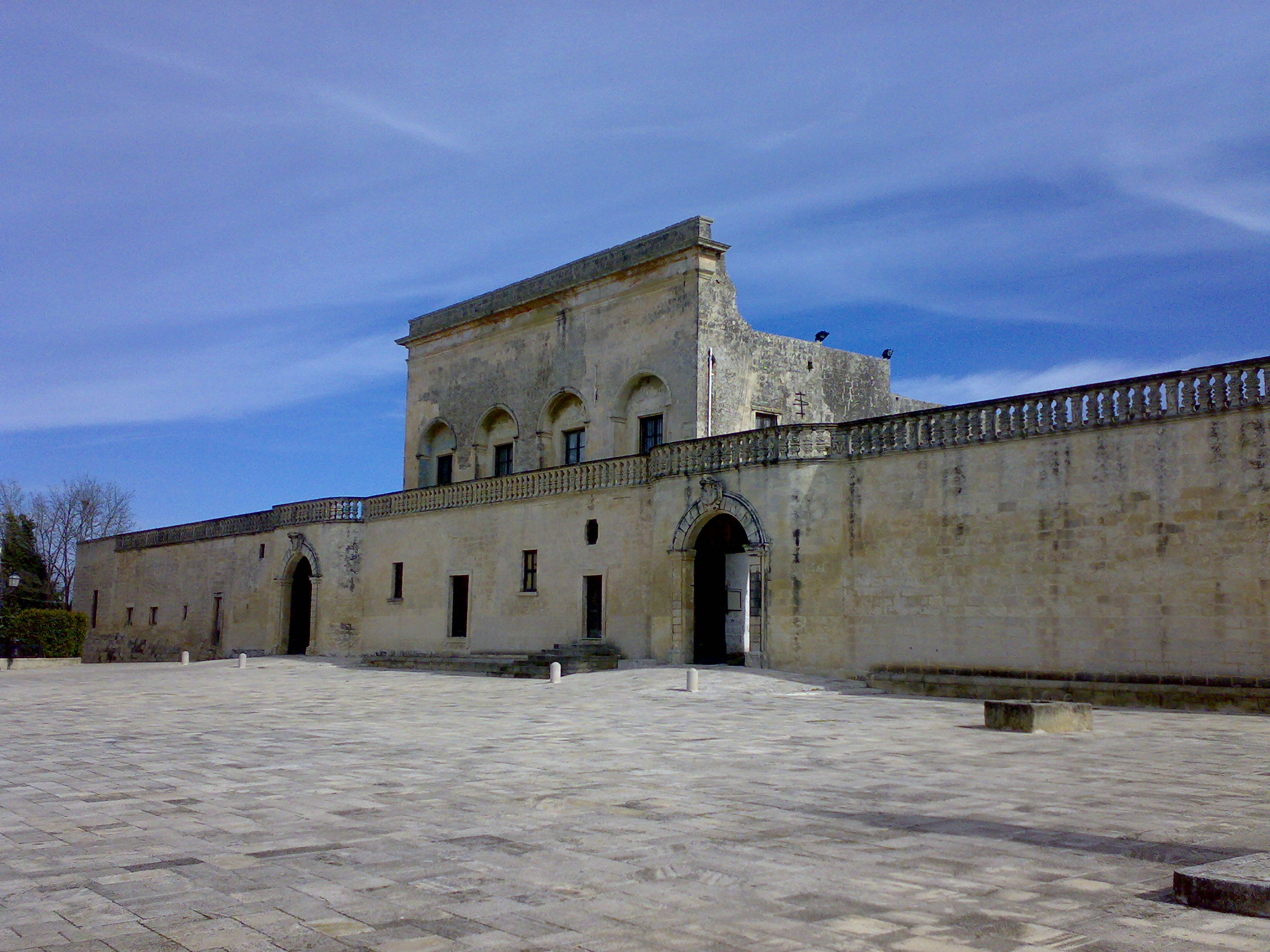
Palazzo Marchesale Maramonte von Botrugno aus dem 14. Jahrhundert

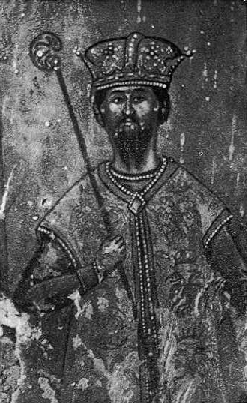
Fresko von Karl Thopia im Kloster Ardenica, Südalbanien

Stefano Maramonte war der Sohn von Filippo Maramonte, Baron von Botrugno und Maria, Tochter von Karl Thopia.
Die Familie Maramonte aus Lecce stammte wahrscheinlich aus Maramont in Artois im heutigen Frankreich und hatte seit der Zeit Friedrichs II. zahlreiche Lehen in Terra d’Otranto.
Filippo, der auf dem Balkan „etwas Handel“ trieb, war um 1384 „Protovestiarius von Đurađ II. Stracimirović Balšić“, der von 1385 bis 1403 Herr von Zeta (Gebiet, das sich teilweise mit dem des heutigen Montenegro überschneidet) war.
Um 1400 war er „Cauvaliere Napoletano, consigliere, gran guerriero e maresciallo“ von König Ladislaus von Neapel.
Filippo Maramonte heiratete Maria, die Tochter von Karl Thopia, mit der er drei Kinder hatte: Belisarius, Stefano und Giovanna.
Nach dem Tod von Đurađ II. Stracimirović Balšić im April 1403 bestieg sein Sohn Balša III. den Thron des Fürstentums Zeta.

### Stefano Maramonte im Dienst von Balša III.

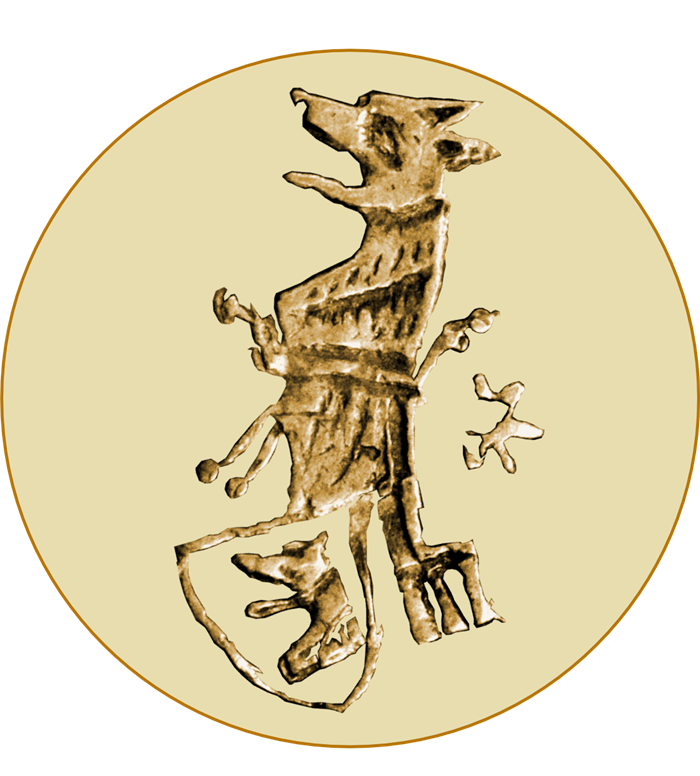
Wappen von Balša III.

Besitzungen von Venedig und von Balša III.

Balša III. betrachtete die Serenissima als seinen Hauptfeind und versuchte das Gebiet (Drisht, Sati und Dagno), das sein Vater Đurađ II. 1396 an die Venezianer abgetreten hatte, zurückzuerobern.
1405 eroberte Balša III. mit Ausnahme der Shkodra-Festung die gesamte Region Shkodra (einschließlich Drisht) zurück, indem er einen kleinen Aufstand der lokalen Bevölkerung ausnutzte und die Osmanen zu Hilfe rief. Es begann ein achtjähriger Krieg gegen Venedig (1. Shkodra-Krieg), der am 30. Januar 1413 endete.
Mit Hilfe von Rugina (serb. Ruđina) Balšić aus Vlora, den Brüdern Jurash, Koja Zaharia, Tanush Dukagjini, Stefano Maramonte (Cousin von Maria Thopia, die Frau von Balša III.) und Gjon I. Kastrioti versuchte Balša III. im März 1419 erneut Scutari und die umliegenden Gebiete zurückzuerobern. Dies war der Beginn des zweiten Shkodra-Krieges, ein Krieg gegen die Republik Venedig, der von 1419 bis 1421 dauerte.
Stefano Maramonte „kam mit der Armee bis nach Scutari“ und wurde von Balša III. in der Zadrima eingesetzt, eine Ebene, die sich im Norden des heutigen Albanien zwischen Lezha und Shkodra am Drin befindet. Der Historiker Mavro Orbini teilt mit, dass Stefano Maramonte „nichts anderes tat, als einige Kaufleute aus Dubrovnik auszuplündern, die aus Raszien kamen, [...]“.
Die Serenissima verärgert, dass Balša III. einen weiteren Krieg gegen Venedig begonnen hatte, beschloss, „seinen hartnäckigen und scheinbar unerbittlichen Feind [Balša III.] zu eliminieren“, indem sie „den berüchtigten italienischen Abenteurer“ Stefano Maramonte beauftragte, Balša III. für 5.000 Golddukaten zu ermorden; im Gegenzug hätte Stefano das gesamte Erbe von Balša III. erhalten, d. h. Shkodra, Antivari (montenegrinisch: Stari Bar), Kotor, Šibenik, Trogir und Misia, ein Gebiet zwischen Kruja und Lezha.

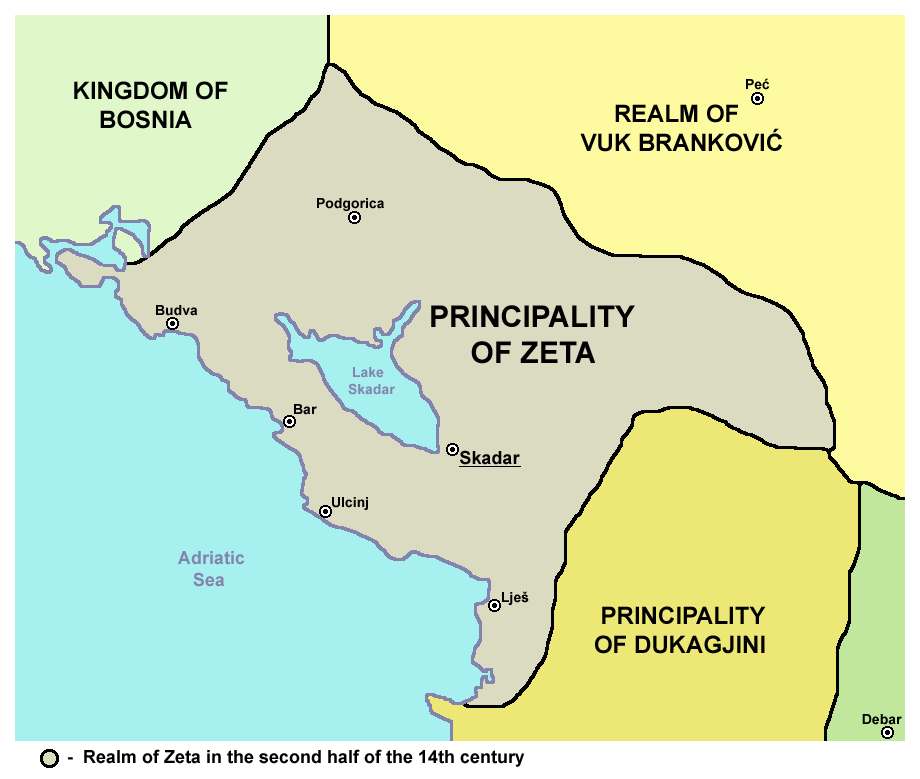
Das Fürstentum Zeta am Ende des 14. Jahrhunderts

Venedigs Hoffnung, dass Stefano bald den Herrn von Zeta ermorden würde, erfüllte sich nicht. Nach einigen gescheiterten Attentatsversuchen beauftragte Venedig 1420 den venezianischen Provveditore von Scutari, Jacopo Dandolo, mit Balša III. zu verhandeln.
Anfang April 1420 begannen die Waffenstillstandsverhandlungen zwischen Pietro Loredan, Oberbefehlshaber der venezianischen Marine und den Gesandten von „Balse et Stephani de Balsis“. Die Serenissima ließ wissen, dass sie sich damit zufriedengeben würde mit Balša III. und Stefano Maramonte Frieden zu schließen, sie als Söhne und Freunde unter der Bedingung zu behandeln, dass sie sowohl das Land Drisht mit all seinen Zugehörigkeiten wie auch alles, was sie in der Gerichtsbarkeit von Shkodra besitzen, sowohl im Süden als auch im Norden, zurückgeben. Darüber hinaus erklärte Venedig, dass diese Vereinbarungen bei Tod von Balša III. bestehen bleiben würden, wenn „Stefano de Balsis“ als sein Nachfolger in der Herrschaft des Fürstentums Zeta eingesetzt würde.

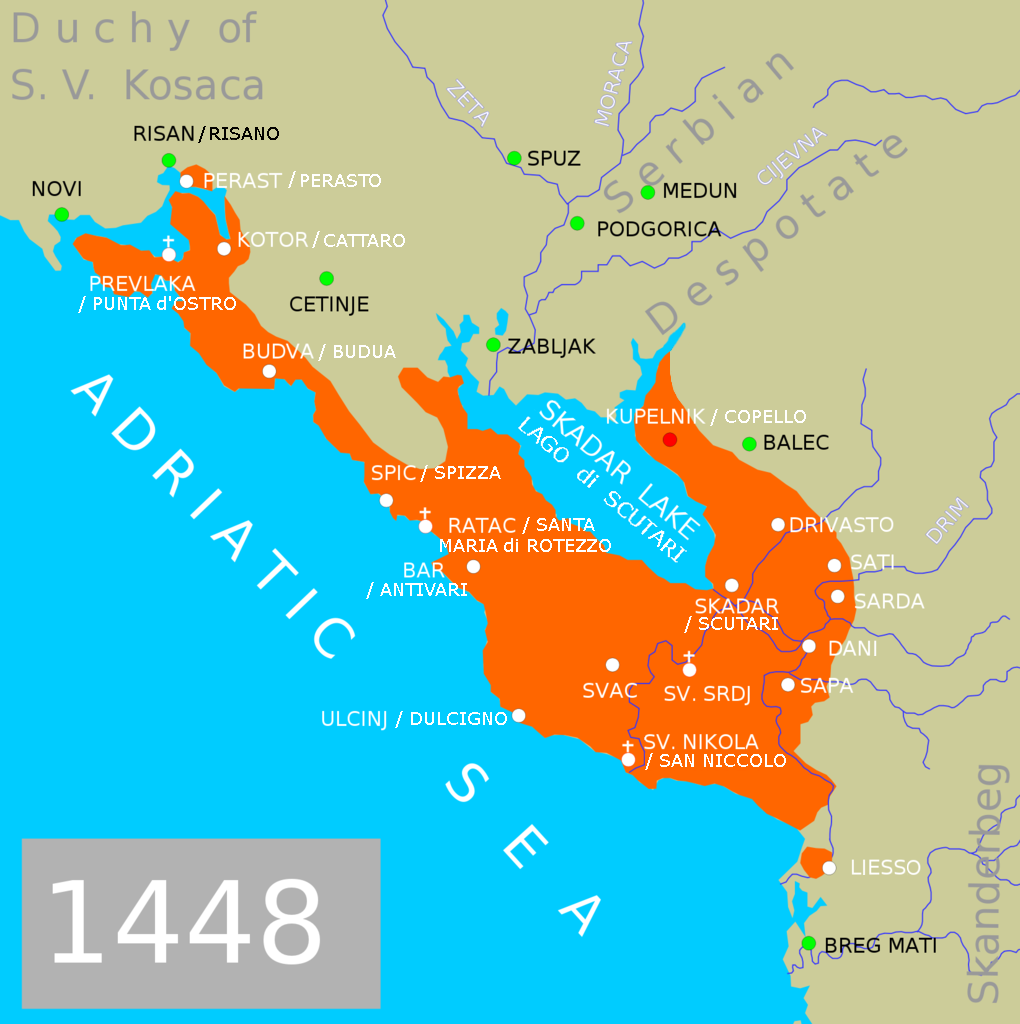
Das venezianische Albanien zur Zeit seiner größten Ausdehnung 1448

Im Januar 1421 griff Balša III. Kotor an; Stadt, die häufig Konflikte mit den Balšić hatte und nach zahlreichen Schutzgesuchen an Venedig von dieser 1420 in ihren Herrschaftsgebieten des venezianischen Albaniens aufgenommen wurde. Nach der Niederlage unter den Mauern von Kotor wurde gemunkelt, dass Balša III. „tödlich verwundet“ worden wäre. Wie auch immer, Balša III. überließ die Regierung seines Reiches Stefano Maramonte und begab sich an den Hof seines Onkels Stefan Lazarević, dem Despoten von Serbien und da er keine direkten Erben hatte, vermachte er diesem sein gesamtes Eigentum, wodurch Stefano Maramonte von der Erbnachfolge ausgeschlossen wurde.
Balša III. starb am 28. April 1421 am Hof von Stefan Lazarević ohne Nachkommen. Mit seinem Tod starb das Haus Balšić aus und die Ragusaner glaubten, dass der neue „Graf Balsa“ Stefano Maramonte war, weil sie den ihm zugeschriebenen Titel Knes falsch übersetzt hatten.
In der Zwischenzeit verlangten die Venezianer, die den Tod von Balša III. vorausgesehen hatten, dass Stefano Maramonte in den Friedenskapitularien als Nachfolger von Balša III. im Fürstentum Zeta anerkannt wird, mit dem Ziel, ihn als Garanten und Verantwortlichen für den abzeichnenden Vertrag zu haben.
Der zweite Shkodra-Krieg endete zugunsten Venedigs und zum Zeitpunkt des Todes von Balša III. am 28. April 1421 blieb vom Fürstentum Zeta nur noch ein Küstenlandstreifen „zwischen dem Vorgebirge von Rodoni, Croya und Alessium“ übrig. Dieser Küstenlandstreifen wurde Misia genannt und ging offenbar im Frieden von Sveti Srdj im August 1423 an Stefano Maramonte, denn später verloren seine Söhne und Erben Gojko und Gjon (dt. Johann) Strez Balšić, die Herren von Misia, das Land an die Kastrioti.

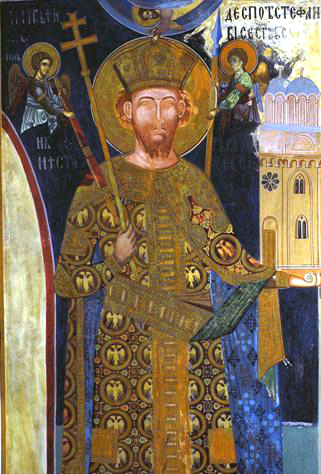
Stefan Lazarević, Kloster Manasija 1407–1418

Unmittelbar nach dem Tod des letzten Balšići (28. April 1421) beanspruchten neben Stefano Maramonte auch Stefan Lazarević (Onkel von Balša III.), der Despot von Serbien und Sandalj Hranic Kosača (der zweite Ehemann von Balšas III. Mutter) die Erbrechte auf den Staat von Balša III. Zu dieser Zeit beherrschte Venedig bereits nicht nur Shkodra, Lezha, Durrës und Vlora, sondern auch Ulcinj sowie die gesamte Küste von Bar bis zur Bucht von Kotor. Diese Domänen wurden von venezianischen Prokuratoren regiert, während im übrigen Albanien zahlreiche Dynastien regierten, entweder völlig unabhängig oder unter dem Schutz, jetzt des Sultans auf der einen Seite, jetzt von Venedig auf der anderen Seite. Unter diesen Dynasten finden wir „Giorgio Stresio e Goiko Balscia“, die Söhne von Stefano Maramonte, die die Misia zwischen Kruja und Alessio regierten.
Während Stefan Lazarević und Sandalj Hranic Kosača den Krieg gegen Venedig fortsetzten, kehrte Stefano Maramonte nach Apulien zurück; wurde allerdings 1423 von der Bevölkerung von Zeta zurückgerufen. Stefano marschierte mit seinem Heer in der Zeta ein und eroberte die Orte „Ulcinj, Smokouiza und Zarnagora, die im äußersten Teil von Slawonien, nicht weit von Capopali, liegen“. Als er sich bewusst wurde, dass die Serben in Überzahl waren, gab er den Kampf auf und zog sich nach Zarnagora zurück, wo er in „Xabiak an der Moraceva“ eine große Mauer zur Verteidigung errichten ließ. Gegen Ende des Jahres 1423 befestigte Stefano Maramonte Smakuiza und ließ zwei Burgen an der Meerseite errichten. Den Ragusanern gewährte er das Recht, in der Zeta Handel zu treiben und im Gegenzug wurde Stefano Maramonte in den Adel von Ragusa aufgenommen.

### Stefano Maramonte, der Condottiere
Zwischen 1423 und 1426 diente Stefano Maramonte der Republik Venedig als Hauptmann der Infanterie in der Lombardei und in Flandern im Krieg gegen die Franzosen.

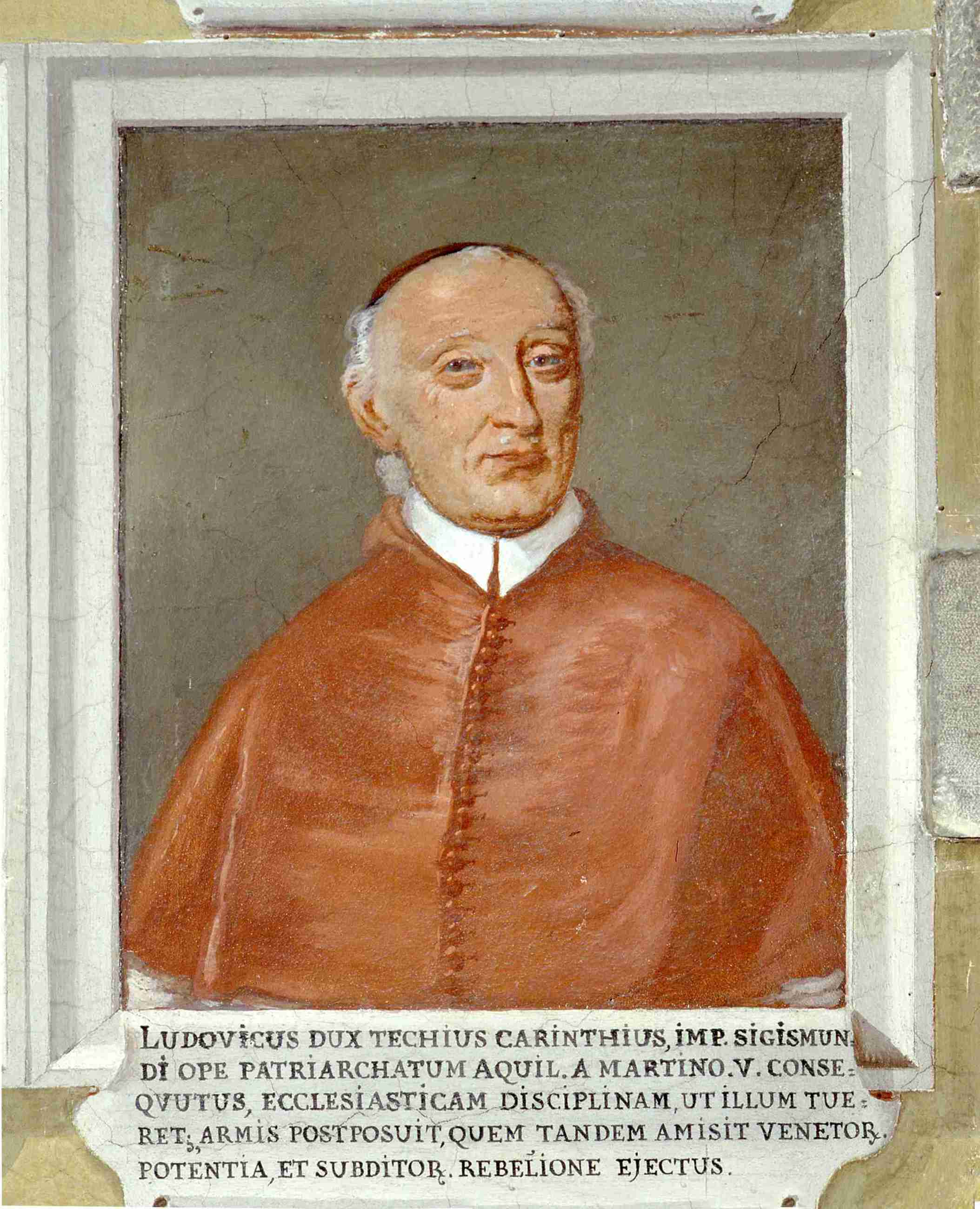
Idealporträt des Patriarchen Ludwig von Teck

1429 finden wir Stefano Maramonte wieder in Albanien, wo er gegen Ende des Jahres mit Unterstützung der Osmanen, des Herrn von Zeta, Gojčin Crnojević und Tanush Dukagjini die Gegend um Scutari und Ulcinj plünderte und versuchte Drisht zu erobern, das Đurađ Branković 1423 erobert hatte und dem Despotat Serbien einverleibt hatte.
Stefano Maramonte muss den Venezianern große Schwierigkeiten bereitet haben, da sie den „ribellis nostri dominii“ verbannte und ein Kopfgeld von 500 Dukaten auf ihn aussetzte, Bann, der im Dezember 1430 mit dem Frieden zwischen Venedig und Murad II. aufgehoben wurde, um Stefano als Söldnerführer in der Lombardei (Schlacht von Soncino am 16. März 1431) einzusetzen.

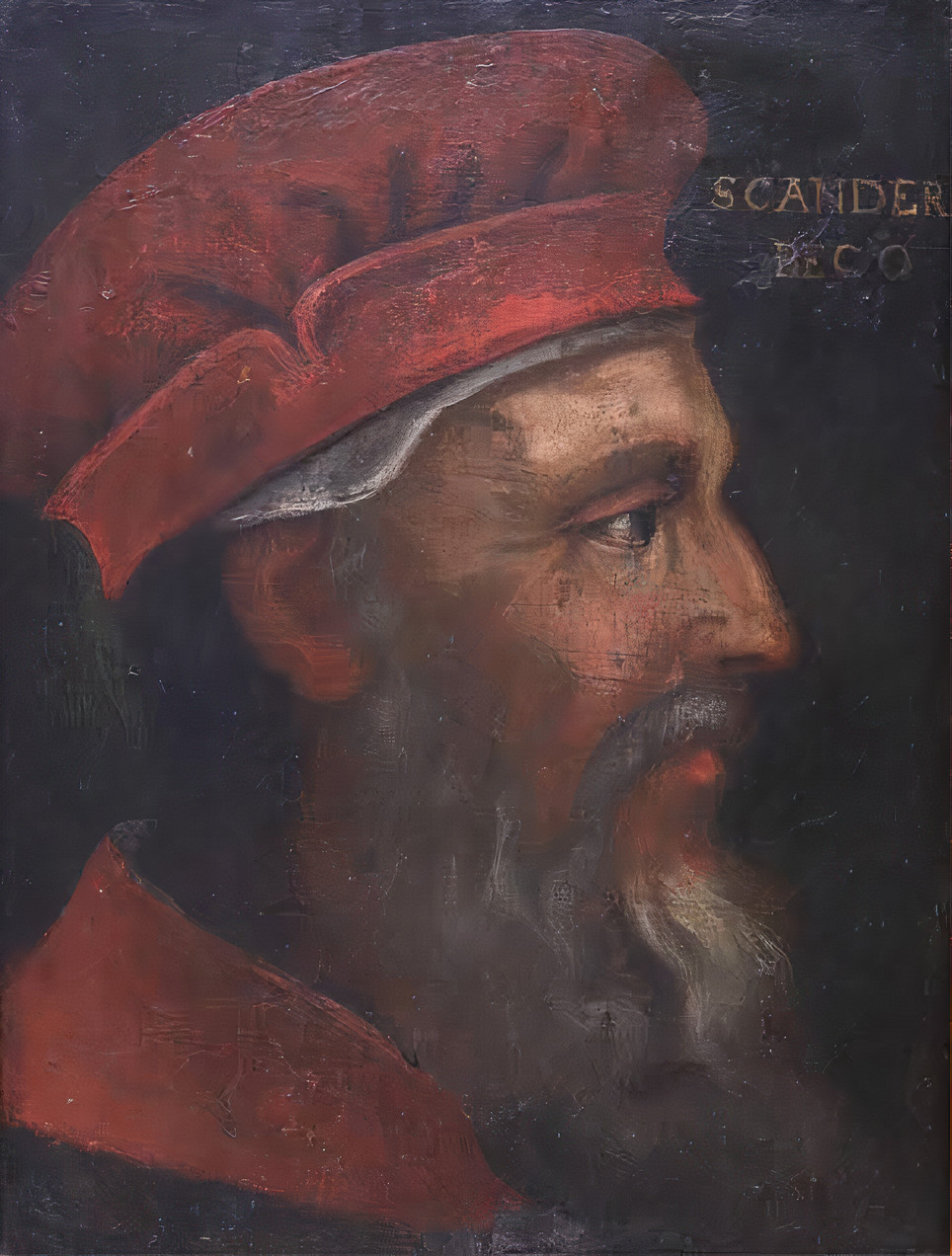
Gentile Bellini: Porträt von Skanderbeg, 1467

Am 3. August 1430 kämpfte Stefano Maramonte mit anderen neapolitanischen Kapitänen in den kaiserlichen Truppen Sigismund von Luxemburg unter dem Kommando von Oberst Fabrizio Maramaldo (Schlacht von Gavinana).
Im November 1431 waren die italienischen Condottieri Stefano und Taddeo d'Este im Auftrag der Serenissima in Friaul an der Belagerung der befestigten Abtei von Rosazzo beteiligt, wo sie die patriarchalischen Truppen von Ludwig von Teck in die Flucht schlugen.
Am 6. August 1433 desertierten drei Condottieri der Republik Venedig und traten in die Dienste von Filippo Maria Visconti, Herzog von Mailand. Unter ihnen war auch Stefano Maramonte mit 250 Reitern (in einer anderen Quelle mit 350 Reitern.)
Im selben Jahr war Stefano Maramonte, im Einvernehmen mit seinem Schwager „Giorgio d'Albania“, in Verhandlungen mit dem Diplomaten Simonino Ghilini verwickelt, um eine Reihe von Offensivaktionen gegen Venedig zu organisieren.
Im Juli 1444 gewährte die Republik Venedig Stefano Maramonte und seinen Söhnen „Gojko und Gjon Strez Balšić“ ihre Protektion. Nach diesem Datum wird Stefano Maramonte in den historischen Quellen nicht mehr erwähnt.

### Familienbeziehungen
Stefano Maramonte war mit Vlajka Kastrioti verheiratet, mit der er drei Söhne hatte: Gojko Balšić, Gjon Strez Balšić und Gjergj
Karl Thopia († 1378) ⚭ Vojsava Balšić
1. Gjergj Thopia ⚭ Teodora (auch Vojsava) Branković.[64]
2. Elena Thopia ⚭ 1° Marco Barbarigo, Sohn von Marino;[65] 2° Konstantin Branai Kastrioti († 1402 enthauptet in Durrës), Protovestiarius, Herr von Signa (1391) und von Kruja von 1395 bis 1401[66]
3. Vojsava Thopia ⚭ 1. Isaac Cursachio (enthauptet [20. September 1393/21. Mai 1394]);[64] 2. Progan II. (auch Progon, Progamo) Dukagjini († nach 27. Mai 1402[67]), Fürst von Lezha (? bis nach 27. Mai 1402), Kastellan von Sati ab 1397[68]
4. Maria Thopia  († nach 1400) ⚭ Filippo Maramonte[64], Sohn von Maramonte Maramonti und Isabella Antoglietta[69]
  1. Stefano Maramonte (auch bekannt als Balšić) ⚭ Vlajka Kastrioti, Tochter von Gjon II. Kastrioti und Schwester von Georg Kastrioti, bekannt als Skanderbeg[3]
    1. Gojko Balšić[70] ⚭ Comita Arianiti[71]
      1. männlich, † in Ungarn gefallen[72]
      2. männlich, † in Ungarn gefallen[72]
      3. Maria Balšić ⚭ Giacomo Alfonso Ferrillo, 1483 Graf von Muro Lucano[71][72]
        1. Beatrice ⚭ Ferrante Orsini († 6. Dezember 1549, Neapel), 5. Graf von Gravina in Puglia; beim Tod ihres Vaters erbte sie die Grafschaft Muro mit Acerenza usw.[73]
        2. Isabella († Conza, 1571) ⚭ Luigi IV Gesualdo, Graf von Conza, Fürst von Venosa[74]

    2. Gjon Strez Balšić[71][70]
    3. Gjergj Balšić[75]
5. Niketa (Nikola) Thopia (Mutter unsicher) ⚭ ?, eine Tochter von Comneno Arianiti[64]
  1. Maria Thopia ⚭ Balša III[64]
6. Tanush Thopia[64]
7. Lazzaro Thopia[64]